# Bufo kabischi
Bufo kabischi és una espècie d'amfibi de la família dels bufònids. Viu a terrenys situats per sobre de 1800m sobre el nivell del mar a Wolong, a la província de Sichuan de la Xina. El seu hàbitat natural és prop de rierols. No hi ha cap amenaça significativa per a la supervivència d'aquesta espècie, car no es tenen dades suficients. És una espècie terrestre que habita entorns d'aigua dolça.